# Atholville, New Brunswick
Atholville (dân số năm 2011: 1.237) là một ngôi làng ở hạt Restigouche, New Brunswick, Canada.
Những cư dân đầu tiên của vùng này là Mi'kmaq đã định cư ở đó vào thế kỷ thứ 6 trước Công nguyên và sau đó được gọi là Tjikog. Với 400 người, đó là ngôi làng lớn nhất của họ và là ngôi làng duy nhất tồn tại lâu dài trong khu vực. Các học viện đến năm 1750. Vào thời gian này, Mi'kmaq rời khu vực và đi đến Listuguj ở Quebec. Thất bại của Pháp trong trận Restigouche ngày 8 tháng 7 năm 1760 đã gây tổn hại cho sự phát triển của khu định cư. Tuy nhiên, đường sắt Intercolonial đã được khánh thành vào năm 1876 và các thương gia người Anglophone đã phát triển ngành công nghiệp lâm nghiệp vào đầu thế kỷ 20. Làng Atholville sau đó đã trải qua một sự tăng trưởng đáng kể và được thành lập như một đô thị vào năm 1966. Một trung tâm mua sắm thường xuyên của người dân trong khu vực được thành lập ở đó từ năm 1974. Ngành lâm nghiệp vẫn đóng một vai trò quan trọng trong nền kinh tế địa phương.
Dân số của Atholville chủ yếu là người Acadian. Ngôi làng có một số dịch vụ và tiện nghi cộng đồng, bao gồm cả Công viên Tỉnh Sugarloaf.

## Địa lý

### Địa điểm

Atholville nằm bốn km về phía tây trung tâm thành phố Campbellton. Ngôi làng, mặc dù một cộng đồng người nói tiếng Pháp của các tỉnh Đại Tây Dương của Canada, thường được coi là một phần của Acadia. Atholville giáp với phía bắc của sông Restigouche và có diện tích 10,25 km vuông. Ngoài Campbellton, ngôi làng còn tiếp giáp với Val-d'Amours ở phía nam và Tide Head về phía tây. Phía Quebec kéo dài từ Tây sang Đông, từ Restigouche-Partie-Sud-Est đến Pointe-à-la-Croix và Listuguj.
Walker Creek  nằm ở phía đông nam của lãnh thổ. Nó có một vài nhánh trong khu vực với một nhánh chính tiếp tục song song về phía đông đến Quốc lộ 11. Walker Creek chảy vào sông Restigouche ở Campbellton. Ngoài ra còn có một số dòng suối chảy trực tiếp vào sông Restigouche. Các mạng lưới của stockade (Booming Grounds) là một đầm lầy muối. Dãy Appalachian bao phủ hầu hết lãnh thổ của đô thị. Đường Butte, với chiều cao khoảng 200 m, cũng mở rộng vào lãnh thổ của Tide Head và nằm ngay phía nam của khu vực xây dựng của thị trấn. Phía Nam đường Butte có một thung lũng và một ngọn núi khác mở rộng vào Val-d'Amours và Tide Head, có chiều cao vượt quá 230 mét trong phần Atholville. Chỉ một phần nhỏ của phía tây của Sugarloaf (281 m) được bao gồm trong lãnh thổ của Atholville.

### Địa chất

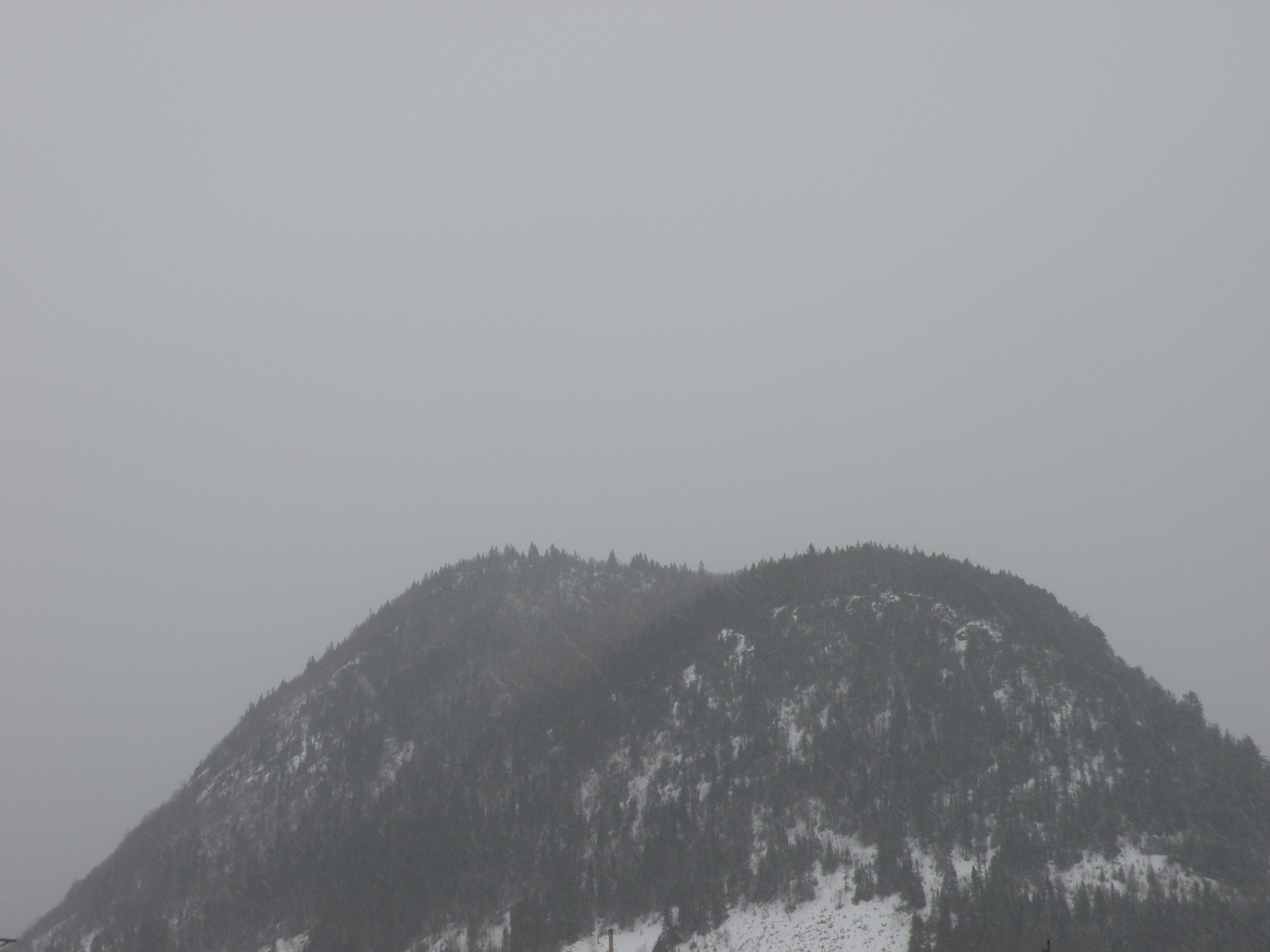
Sugarloaf vào mùa đông nhìn từ Atholville

Các cơ sở địa chất của Atholville bao gồm một số loại đá. Phía bắc của Notre-Dame Street ở khu vực thấp nhất có những tảng đá Clastic từ sự hình thành Campbellton. Giữa đường phố này và Quốc lộ 11 là đá Felsic từ nhóm Dalhousie. Cả hai loại đá này đều thấp hơn Devon (394 đến 418 triệu năm tuổi). Phía Nam Quốc lộ 11 thay vì có cacbonat và bay hơi từ hệ tầng Chaleur có niên đại từ thời kỳ Thượng Silurian (418-424 triệu năm trước).

### Môi trường
Các căn cứ trên biên giới với Tide Head là một khu vực nằm trong Kế hoạch chung của môi trường sống phía đông. Chúng là nơi trú ngụ của các loài chim thủy sinh di cư và các khu vực sinh sản cho các loài chim như chim ưng biển, và nhiều động vật có vú khác nhau. Ngoài ra, có thể quan sát tới 2.000 ngỗng tuyết từ giữa tháng 4 đến cuối tháng 5. Có rất nhiều loại thực vật quý hiếm đang phát triển ở đây bao gồm rong biển phía tây, cây jonc délié và Sanicula gregaria. Mười bốn loài cá đã được ghi nhận trên sông, phổ biến nhất là cá hồi Đại Tây Dương và loài ghim ghim Slimy.
Mặc dù được coi là một loài bị đe dọa, rùa gỗ cũng là loài phổ biến trong khu vực.

### Nhà ở
Theo thống kê Canada, làng có 576 nhà ở riêng trong năm 2006, trong đó có 550 cư dân. Trong số này, 73,6% là nhà ở cá nhân, 6,4% là căn hộ hoặc căn hộ 2 tầng và 17,3% là các tòa nhà có ít hơn năm tầng. Cuối cùng, 1,8% nhà ở được phân loại là "khác" như nhà di động. 72,7% nhà ở được sở hữu trong khi 27,3% được thuê. 78,2% được xây dựng trước năm 1986 và 3,6% đang cần sửa chữa lớn. Các đơn vị Nhà ở có trung bình 6,3 phòng và không có chỗ ở trống. Nhà ở được sở hữu có giá trị trung bình là 83,661 CAD so với 119.549 CAD của tỉnh.

## Cuộc sống địa phương

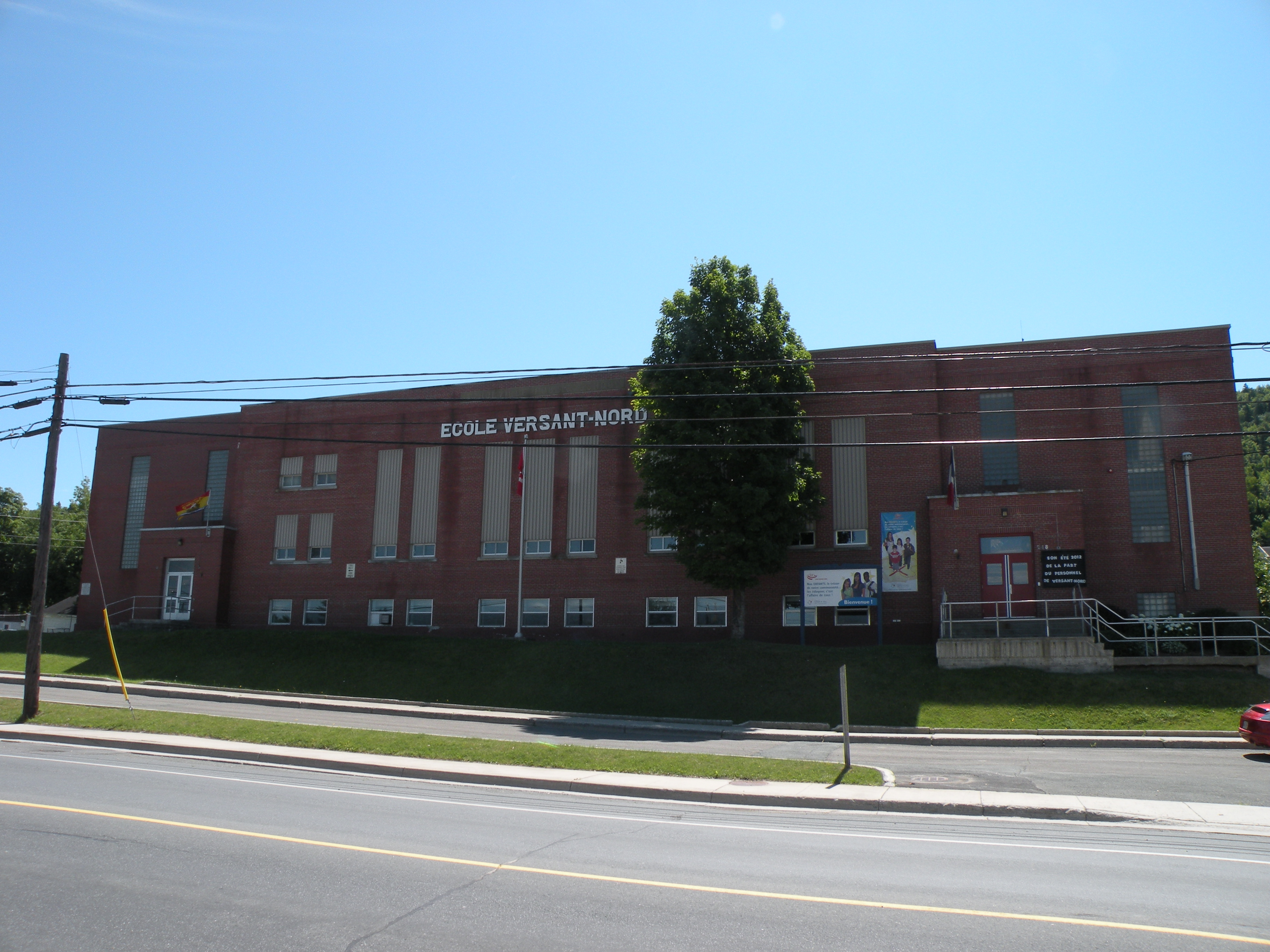
Trường Versant- Nord

### Giáo dục
Trường Versant-Nord dạy trẻ từ mẫu giáo đến lớp 8. Đây là một trường công lập của Pháp trong quận 1 của Khu Học Chánh Pháp Ngữ Nord-Est. Campbellton cũng có trường Cao đẳng Cộng đồng New Brunswick (CCNB) của Campbellton cũng là ngôn ngữ của Pháp trong khi trường cao đẳng cộng đồng nói tiếng Anh gần nhất là Cao đẳng Cộng đồng New Brunswick (NBCC) tại Miramichi. Khuôn viên đại học francophone gần nhất là trường đại học de Moncton ở Edmundston. Fredericton có một số trường đại học tiếng Anh. Dịch vụ thư viện cũng có tại đây.
Trong hơn 15 năm 42,8% dân số không có bằng cấp, bằng tốt nghiệp hoặc bằng cấp, 22,1% chỉ có bằng tốt nghiệp trung học hoặc tương đương, và 34,7% trong số họ cũng có bằng cấp, bằng tốt nghiệp hoặc sau trung học. Tỷ lệ này tương ứng là 29,4%, 26,0% và 44,6% đối với tỉnh. Trong cùng nhóm tuổi 9,0% đã tốt nghiệp chương trình NBCC hoặc tương đương, 15,8% đã tốt nghiệp chương trình dài tại NBCC hoặc tương đương, 1,8% có bằng tốt nghiệp hoặc bằng đại học dưới mức cử nhân và 8,1% có chứng chỉ, bằng tốt nghiệp hoặc cao hơn. Từ sinh viên tốt nghiệp, 6,4% được đào tạo về giáo dục, 2,6% về nhân văn, 3,8% trong khoa học xã hội hoặc luật, 29,5% về thương mại, quản lý hoặc điều hành, 2,6% khoa học và công nghệ, 15,4% về kiến trúc, kỹ thuật hoặc các lĩnh vực liên quan, 2,6 % trong nông nghiệp, tài nguyên thiên nhiên và bảo tồn, 28,2% về y tế, công viên, giải trí và thể dục, và 10,3% trong dịch vụ cá nhân, bảo vệ hoặc vận chuyển. Không có sinh viên tốt nghiệp về nghệ thuật hoặc truyền thông, toán học hay khoa học máy tính, cũng như trong các lĩnh vực được phân loại là "khác". Sinh viên tốt nghiệp sau trung học hoàn thành nghiên cứu của họ ở nước ngoài chiếm 5.1%.

### Sức khỏe và sự an toàn

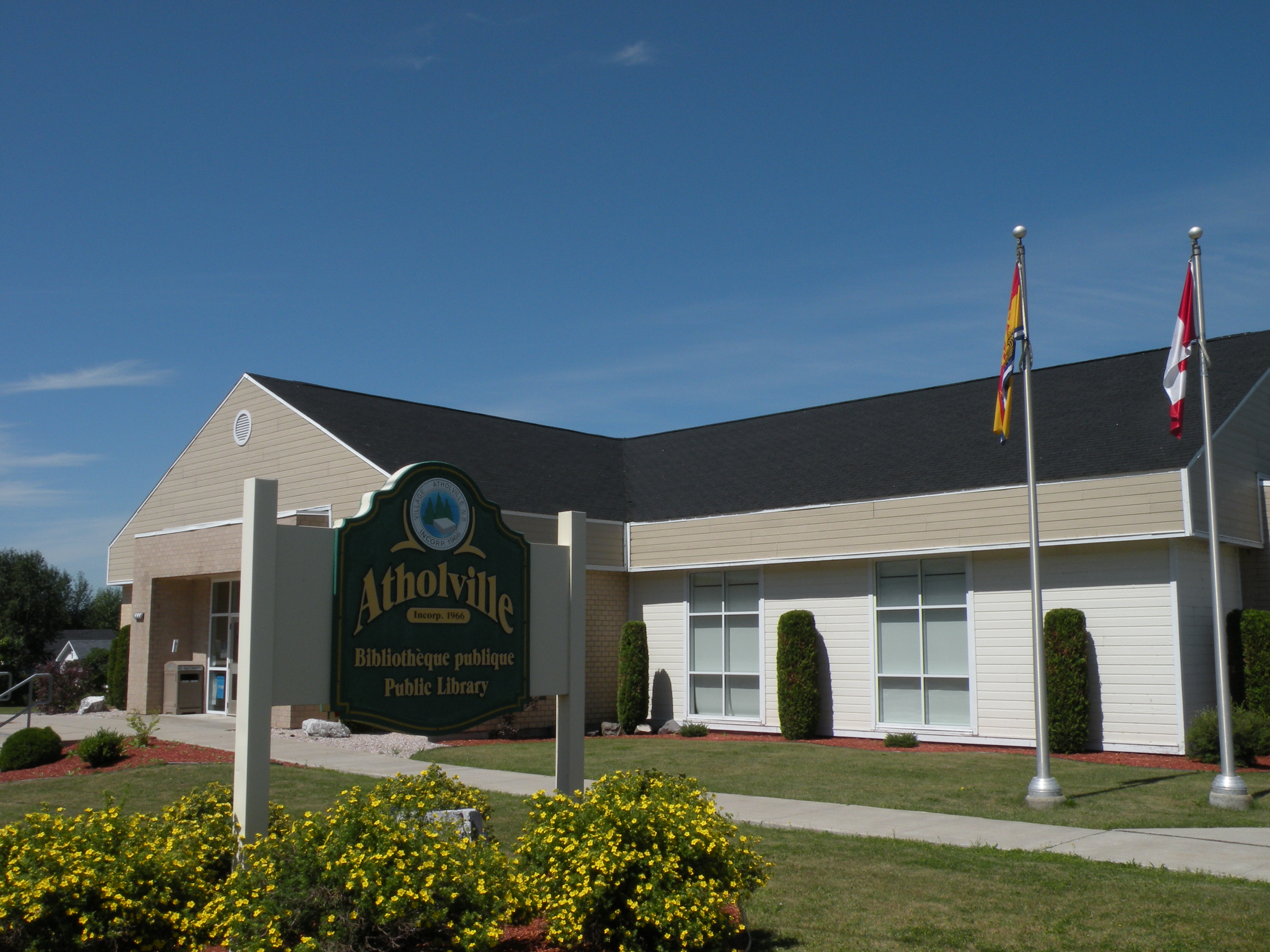
Thư viên Atholville

Atholville, Campbellton và Tide Head hợp tác trong các biện pháp khẩn cấp. Atholville đã mua dịch vụ khẩn cấp 911 từ Campbellton. Đội quân gần nhất của Cảnh sát Hoàng gia Canada được đặt tại Campbellton.
Campbellton có Trung tâm Bệnh viện Restigouche nói tiếng Pháp và Bệnh viện Campbellton Regional nói tiếng Anh. Các bệnh viện New Brunswick nói chung song ngữ. Campbellton cũng có một trạm xe cứu thương New Brunswick.

## Văn hóa và di sản

### Kiến trúc và tượng đài

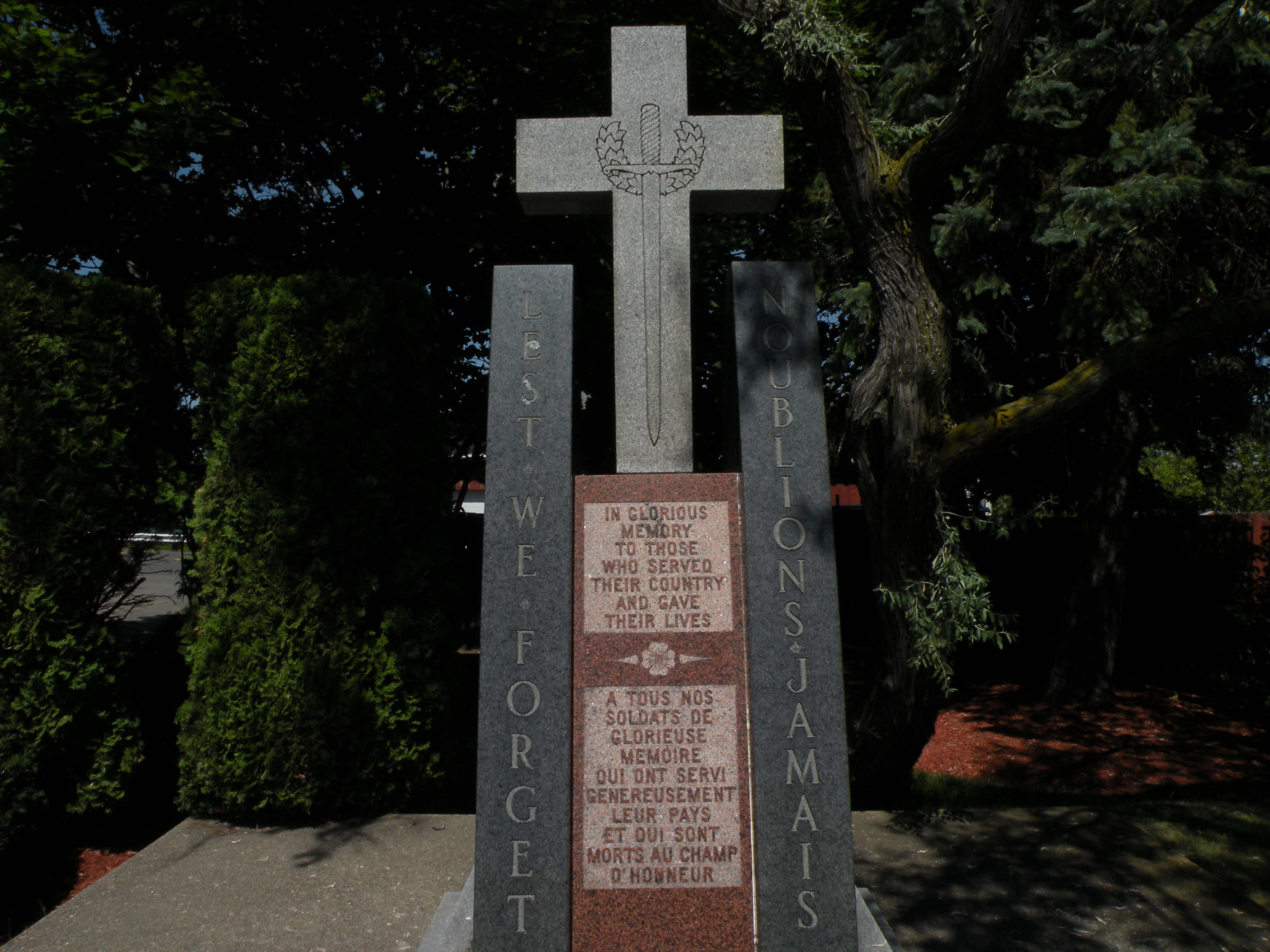
Đài tưởng niệm Chiến tranh

Các tòa nhà trong Công viên Tỉnh được thiết kế bởi kiến trúc sư Leon R. Kentridge, từ công ty Marshall Macklin Monaghan Limited của Toronto. Các tấm phủ và mái nhà ở Shingle với độ dốc nhẹ nhàng điển hình của một khu nghỉ mát trượt tuyết.
Đài tưởng niệm Chiến tranh nằm ở phía đông Tòa thị chính. Nghĩa trang Athol House cũ là lâu đời nhất trong Quận Restigouche. Có một tượng đài cho bộ nhớ của Nhà nguyện Athol House. Nó nằm ở con sông phía sau nhà máy AV Cell.

### Ngôn ngữ
Theo Luật Ngôn ngữ chính thức, Atholville song ngữ với hai ngôn ngữ tiếng Anh và tiếng Pháp đều được nói bởi hơn 20% dân số. Năm 2011 Atholville trở thành địa phương thứ ba ở New Brunswick (sau Dieppe và Petit-Rocher) thông qua một sắc lệnh về ngôn ngữ quảng cáo ngoài trời yêu cầu hiển thị song ngữ bằng tiếng Anh và tiếng Pháp. Trước đó, hầu hết các biển báo đều bằng tiếng Anh.